# Їду
Їду (кит. спр. 宜都市, піньїнь: Yídū Shì) — місто-повіт в центральнокитайській провінції Хубей, складова міста Їчан.

## Географія
Їду — південь префектури, лежить на річці Янцзи.

### Клімат
Місто знаходиться у зоні, котра характеризується вологим субтропічним кліматом. Найтепліший місяць — липень із середньою температурою 28.5 °C (83.3 °F). Найхолодніший місяць — січень, із середньою температурою 4.9 °С (40.8 °F).
| Клімат Їду              | Клімат Їду | Клімат Їду | Клімат Їду | Клімат Їду | Клімат Їду | Клімат Їду | Клімат Їду | Клімат Їду | Клімат Їду | Клімат Їду | Клімат Їду | Клімат Їду | Клімат Їду |
| Показник                | Січ.       | Лют.       | Бер.       | Квіт.      | Трав.      | Черв.      | Лип.       | Серп.      | Вер.       | Жовт.      | Лист.      | Груд.      | Рік        |
| Середня температура, °C | 4,9        | 6,3        | 11         | 17         | 22         | 25,6       | 28,5       | 28,2       | 23,5       | 18,3       | 12,5       | 6,9        | 17,1       |
| Норма опадів, мм        | 26         | 39.4       | 75.6       | 118        | 150.4      | 168.6      | 178.8      | 156.7      | 102.8      | 88.2       | 53.7       | 26.7       | 1184.9     |
| Днів з опадами          | 10,5       | 11         | 14,1       | 15,5       | 14,9       | 13,5       | 12,5       | 12,2       | 12,2       | 13,4       | 12,7       | 11,1       | 153,6      |
| Вологість повітря, %    | 72.8       | 73.2       | 74.3       | 76         | 75.1       | 75.3       | 76.2       | 75.1       | 75.1       | 75.7       | 75.7       | 73.6       | 74.8       |
| ----------------------- | ---------- | ---------- | ---------- | ---------- | ---------- | ---------- | ---------- | ---------- | ---------- | ---------- | ---------- | ---------- | ---------- |
| Джерело: Weatherbase    |            |            |            |            |            |            |            |            |            |            |            |            |            |